# 스팅 (영화)
《스팅》(The Sting)은 1973년 미국 유니버설 픽처스가 제작한 범죄 영화이다. 조지 로이 힐이 감독을 맡고, 폴 뉴먼과 로버트 레드퍼드, 로버트 쇼 등이 주인공으로 출연했다. 1936년 9월, 미국 시카고를 배경으로 한 이 영화는 치밀한 계획으로 갱단 두목을 속이는 사기꾼들의 이야기를 담고 있다. 마지막의 반전이 이 영화의 백미를 이룬다.
영화 스팅은 스콧 조플린의 피아노곡 엔터테이너(The Entertainer)를 편곡하여 주제곡으로 사용하였는데, 영화 흥행과 더불어 이 곡이 1974년 빌보드 차트 3위에 오를 정도로 인기를 끌었다. 또한 스팅은 1974년 아카데미상 시상식에서 작품상, 감독상, 미술상, 편집상, 의상디자인상, 편곡상 등 7개 부문을 수상했다.

## 줄거리
노름에 빠진 후커(로버트 레드포드)는 친구 루터의 죽음을 접하고 복수하기 위해 헨리 곤도프(폴 뉴먼)과 손을 잡고 거물 로니건(로버트 쇼)에게 골탕을 먹일 계획을 세운다. 포커와 경마광인 로니건에게 큰 돈을 벌 수 있다고 유혹해 곤도프의 술집으로 데려가 사기를 친다.

## 출연
- 폴 뉴먼 - 헨리 곤도프
- 로버트 레드퍼드 - 조니 후커
- 로버트 쇼 - 도일 로네건
- 찰스 더닝 - 윌리엄 스나이더 형사
- 레이 월스턴 - J. J. 싱글턴
- 아일린 브레넌 - 빌리
- 해럴드 굴드 - 키드 트위스트
- 존 헤퍼넌 - 에디 나일스
- 다나 엘카 - FBI 포크 형사

## 한국판 성우진 (KBS, 1985년 1월 2일)
- 유강진 - 곤도프(폴 뉴먼)
- 김도현 - 후커(로버트 레드포드)
- 김병관 - 로네건(로버트 쇼)
- 박상일 - 스나이더(찰스 더닝)
- 정기항 - 트위스트(해럴드 굴드)
- 남궁윤
- 온영삼
- 이경자
- 탁원제
- 손정아
- 노민 - 포크(다나 엘카)
- 이정구
- 이종구
- 정동열

### KBS판 스태프
- 그래픽 - 김경민
- 녹음 - 박용규
- 편집 - 윤수야
- 번역 - 차미례
- 연출 - 김종건
- 우리말제작 - KBS

## 같이 보기
- 미국과 캐나다의 영화 흥행 기록